# Quartier d'Amérique
Quartier d'Amérique är Paris 75:e administrativa distrikt, beläget i nittonde arrondissementet. Distriktet är uppkallat efter Carrières d'Amérique, ett stenbrott där man bland annat bröt gips och glimmerskiffer.
Nittonde arrondissementet består även av distrikten Villette, Pont-de-Flandre och Combat.

## Sevärdheter
- Saint-Jean-Baptiste de Belleville
- Marie-Médiatrice-de-Toutes-les-Grâces
- Saint-François-d'Assise
- Sainte-Claire
- Sainte-Colette des Buttes-Chaumont
- Regard Lecouteux
- Place des Fêtes
- Archives de Paris
- Parc de la Butte-du-Chapeau-Rouge
- Regard de la Lanterne

## Bilder
| - De fyra administrativa distrikten i Paris nittonde arrondissement. - Place des Fêtes. - Regard de la Lanterne. |

## Kommunikationer
- Tunnelbana – linjerna   – Place des Fêtes
- Tunnelbana – linje  – Danube